# Heda Bartíková
Heda Bartíková (* 27. března 1944 v Praze) je česká redaktorka, novinářka a spisovatelka.

## Životopis
Její tatínek byl spisovatel Alois Hříbal. Po základní škole absolvovala Střední průmyslovou školu zemědělskou, ale zemědělství se nevěnovala. Pracovala jako novinářka, v Kartografii byla techničkou, na tělovýchovné škole ČUV ČSTV působila v roli odborné referentky. V roce 1985 se stala redaktorkou nakladatelství Olympia. Hodně psala, používala také pseudonym Hedy Bartley..

## Dílo
Psala poezii, detektivky, biografii o Páralovi, horrorové a sci-fi povídky. Povídky ji otiskly časopisy Květy, Maska, Magazín Co vás zajímá a další.

### Básnické sbírky
- První oblázky (1987)

### Biografie
- Profesionální muž (1995), o Vladimíru Páralovi

### Detektivky
- Umřeš v prachu benzínu..! (1993)

### Horror
- Hledejte v kobkách (1993), povídková sbírka
- Hrůzy (1993), povídková sbírka